# 유재학
유재학(兪載學, 1963년 3월 20일 ~ )은 대한민국의 전 KBL 프로 농구 선수이며,  현 KBL리그 울산 현대모비스 피버스 농구 총감독이다.

## 주요 이력
유재학은 연세대학교 경영학과를 졸업하였으며 종교는 개신교이다. 신장은 180cm이고 체중은 80kg인 그는 2010년 아시안 게임에서 대한민국 농구 국가대표팀 감독을 맡았으며, 2011년 11월 26일 인천 전자랜드 엘리펀츠전에서 감독 통산 363승을 기록하여 역대 최다승을 기록했다. 2014년 아시안 게임에서 대한민국 농구 국가대표팀 감독을 맡아 금메달을 획득했다.
특히 2015년 2월 15일에 열린 울산 모비스 피버스와 서울 SK 나이츠의 농구 경기에서는 KBL 최초로 감독 통산 500승을 기록하였다.
유재학은 KBL 프로 농구 감독 전향한 이후 만수등 각양각색의 닉네임으로 불리었다.

## 초창기 및 학창 시절
유재학이 농구에 처음 입문을 한 시기는 서울 상명초 3학년 때인데 그 당시 담임 선생님의 권유로 농구를 시작하였다. 그 후 농구에 두각을 나타내며 용산중학교로 진학하였다. 용산중에서도 역시 가드에서 타고난 소질을 보이며 중학교 2학년때부터 용산중학교 39연승이라는 대기록을 세우기도 했다. 그 후, 1982년 경복고등학교를 졸업한 유재학은 같은 해 연세대학교로 진학하게 된다.

## 학력
- 상명초등학교 졸업
- 용산중학교 졸업
- 경복고등학교 졸업
- 연세대학교 경영학과 학사 졸업

## 경력

### 선수
- 1986년 ~ 1991년 기아자동차 농구단

### 감독
- 1998년 ~ 1999년 대우증권 농구단 감독
- 1999년 ~ 2003년 인천 신세기 빅스 감독
- 2003년 ~ 2004년 인천 전자랜드 블랙슬래머 감독
- 2004년 ~ 2022년 울산 모비스 피버스 감독
- 2022년 ~ 울산 모비스 피버스 총감독
- 2010년 아시안 게임 농구 남자 대한민국 국가대표팀 감독
- 2013년 FIBA 아시아 선수권 대회 대한민국 국가대표팀 감독
- 2014년 FIBA 농구 월드컵 대한민국 국가대표팀 감독
- 2014년 아시안 게임 농구 남자 대한민국 국가대표 감독

### 수상
- 2007년 프로농구 정규리그 감독상
- 2009년 동부프로미 프로농구 감독상
- 2010년 스포츠토토 한국농구대상 감독상
- 2010년 제16회 광저우 아시안게임 남자농구 은메달
- 2013년 스포츠토토 한국농구대상 감독상
- 2015년 스포츠토토 한국농구대상 감독상